# March Engineering
March var en brittisk formelbiltillverkare med ett racingstall som bland annat tävlade i formel 3, formel 2 och formel 1.

## Historik

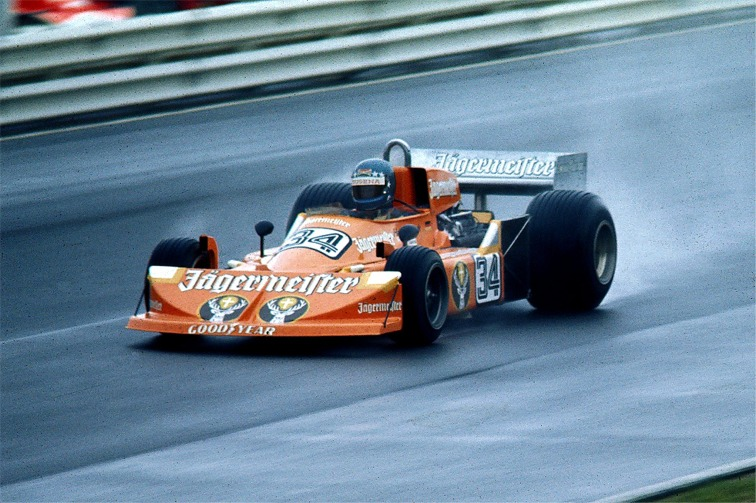
Hans-Joachim Stuck i en March-Ford under träning inför Tysklands Grand Prix 1976.

March grundades av Max Mosley, Alan Rees, Graham Coaker och Robin Herd 1969.  Stallet startade i formel 3 och formel 2 men kom sedan in i formel 1 genom att göra chassin åt Tyrrell och Antique Automobiles. March som tävlade fram till 1982 meddelade 1987 att man skulle återvända till formel 1 och backades då upp av det japanska fastighetsbolaget Leyton House. Stallet slöt 1988 ett motoravtal med Judd och anställde Maurício Gugelmin och Ivan Capelli som förare. Allt gick utmärkt och Leyton House chef Akira Akagi bestämde sig i juni 1989 för att köpa stallet. I samband med köpet ändrades namnet till Leyton House Racing. Stallet såldes 1992 och fick då namnet March F1.

## F1-säsonger
| Säsong | Tävlingsnamn                                         | Bil                             | Motor                    | Däck  | Poäng | VM-plac. | Förare 1           | Förare 2                          | Övriga förare                            |
| ------ | ---------------------------------------------------- | ------------------------------- | ------------------------ | ----- | ----- | -------- | ------------------ | --------------------------------- | ---------------------------------------- |
| 1970   | March Engineering                                    | March 701                       | Ford Cosworth DFV 3.0 V8 | F     | 48    | 3:a      | Chris Amon         | Jo Siffert                        |                                          |
| 1971   | STP March Racing Team                                | March 711                       | Ford Cosworth DFV 3.0 V8 | F     | 33    | 3:a      | Ronnie Peterson    | Nanni Galli                       | Mike Beuttler Niki Lauda Alex Soler-Roig |
| 1971   | STP March Racing Team                                | March 711                       | Alfa Romeo 3.0 V8        | F     | 0     | 10:a     | Andrea de Adamich  | Nanni Galli                       |                                          |
| 1972   | STP March Racing Team                                | March 721 March 721X March 721G | Ford Cosworth DFV 3.0 V8 | G     | 15    | 6:a      | Ronnie Peterson    | Niki Lauda                        |                                          |
| 1973   | STP March Racing Team                                | March 721G March 731            | Ford Cosworth DFV 3.0 V8 | G     | 14    | 5:a      | Jean-Pierre Jarier |                                   | Henri Pescarolo Roger Williamson         |
| 1973   | March Racing Team                                    | March 731                       | Ford Cosworth DFV 3.0 V8 | G     | 14    | 5:a      | Jean-Pierre Jarier |                                   |                                          |
| 1974   | March Engineering                                    | March 741                       | Ford Cosworth DFV 3.0 V8 | G     | 6     | 9:a      | Hans-Joachim Stuck | Vittorio Brambilla                | Howden Ganley Reine Wisell               |
| 1975   | Beta Team March                                      | March 741 March 751             | Ford Cosworth DFV 3.0 V8 | G     | 7,5   | 8:a      | Vittorio Brambilla |                                   |                                          |
| 1975   | Lavazza March                                        | March 751                       | Ford Cosworth DFV 3.0 V8 | G     | 7,5   | 8:a      | Vittorio Brambilla | Lella Lombardi Hans-Joachim Stuck |                                          |
| 1975   | March Engineering                                    | March 741                       | Ford Cosworth DFV 3.0 V8 | G     | 7,5   | 8:a      |                    | Lella Lombardi                    |                                          |
| 1976   | Beta Team March                                      | March 761                       | Ford Cosworth DFV 3.0 V8 | G     | 19    | 7:a      | Vittorio Brambilla |                                   |                                          |
| 1976   | Lavazza March                                        | March 761                       | Ford Cosworth DFV 3.0 V8 | G     | 19    | 7:a      |                    | Lella Lombardi                    |                                          |
| 1976   | March Engineering                                    | March 761                       | Ford Cosworth DFV 3.0 V8 | G     | 19    | 7:a      |                    | Ronnie Peterson                   |                                          |
| 1976   | March Racing                                         | March 761                       | Ford Cosworth DFV 3.0 V8 | G     | 19    | 7:a      |                    |                                   | Hans-Joachim Stuck                       |
| 1976   | Ovoro Team March                                     | March 761                       | Ford Cosworth DFV 3.0 V8 | G     | 19    | 7:a      |                    |                                   | Arturo Merzario                          |
| 1977   | Hollywood March Racing                               | March 761B                      | Ford Cosworth DFV 3.0 V8 | G     | 0     | 13:e     | Alex Ribeiro       |                                   |                                          |
| 1977   | Team Rothmans International                          | March 761B                      | Ford Cosworth DFV 3.0 V8 | G     | 0     | 13:e     |                    | Ian Scheckter                     | Brian Henton Hans-Joachim Stuck          |
| 1981   | March Grand Prix Team                                | March 811                       | Ford Cosworth DFV 3.0 V8 | M/A   | 0     | 14:e     | Derek Daly         | Eliseo Salazar                    |                                          |
| 1982   | March Grand Prix Team Rothmans March Grand Prix Team | March 821                       | Ford Cosworth DFV 3.0 V8 | P/A/M | 0     | 15:e     | Jochen Mass        | Raul Boesel                       | Rupert Keegan                            |
| 1982   | LBT Team March                                       | March 821                       | Ford Cosworth DFV 3.0 V8 | P/A   | 0     | 15:e     |                    |                                   | Emilio de Villota                        |
| 1987   | Leyton House March Racing Team                       | March 87P March 871             | Ford Cosworth DFZ 3.5 V8 | G     | 1     | 11:a     | Ivan Capelli       |                                   |                                          |
| 1988   | Leyton House March Racing Team                       | March 881                       | Judd 3.5 V8              | G     | 22    | 6:a      | Maurício Gugelmin  | Ivan Capelli                      |                                          |
| 1989   | Leyton House March Racing Team                       | March 881 March CG891           | Judd 3.5 V8              | G     | 4     | 12:a     | Maurício Gugelmin  | Ivan Capelli                      |                                          |
| 1990   | Leyton House Racing                                  | Leyton House CG901              | Judd 3.5 V8              | G     | 7     | 7:a      | Maurício Gugelmin  | Ivan Capelli                      |                                          |
| 1991   | Leyton House Racing                                  | Leyton House CG911              | Ilmor 3.5 V10            | G     | 1     | 12:a     | Maurício Gugelmin  | Karl Wendlinger                   | Ivan Capelli                             |
| 1992   | March F1                                             | March CG911                     | Ilmor 3.5 V10            | G     | 3     | 9:a      | Jan Lammers        | Emanuele Naspetti                 | Paul Belmondo Karl Wendlinger            |

| 1. Österrike 1975 2. Italien 1976 |

| 1. Sverige 1975 2. Nederländerna 1976 |

| 1. Belgien 1970 2. Österrike 1975 3. Italien 1976 4. Frankrike 1989 |

## Andra stall

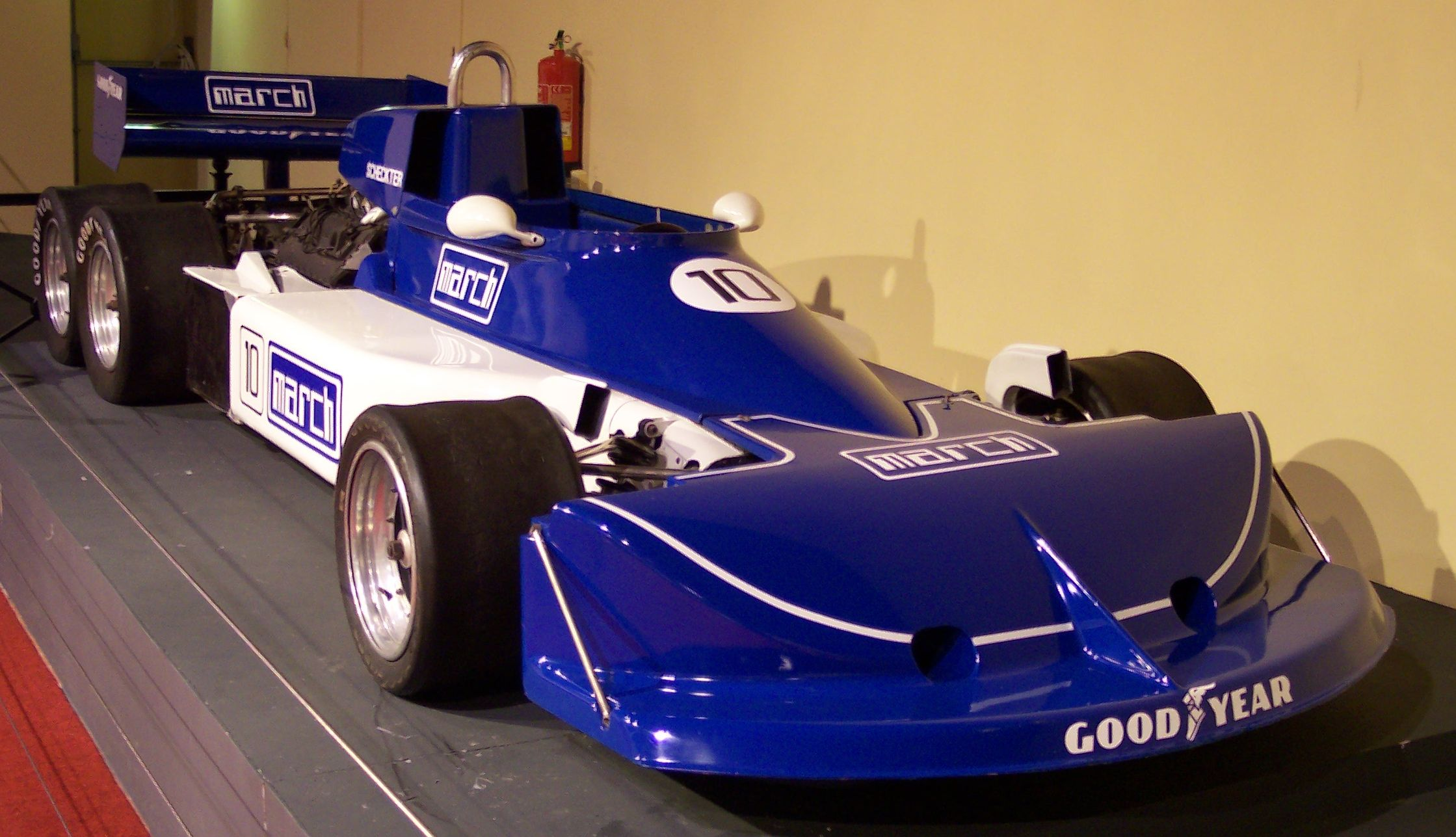
Den sexhjuliga prototypen 2-4-0.

March har också levererat bilar till andra formel 1-stall.
| Stall                                   | Säsonger         | Antal lopp |
| --------------------------------------- | ---------------- | ---------- |
| Antique Automobiles/Colin Crabbe Racing | 1970             | 9          |
| British Formula One Racing Team         | 1977             | 4          |
| BS Fabrications                         | 1977             | 3          |
| Clarke-Mordaunt-Guthrie                 | 1971, 1972, 1973 | 30         |
| Dempster International Racing Team      | 1974             | 1          |
| Gene Mason Racing                       | 1971, 1972       | 6          |
| Hesketh                                 | 1973, 1974       | 10         |
| Hubert Hahne                            | 1970             | 1          |
| LEC                                     | 1973             | 5          |
| Merzario                                | 1977             | 7          |
| Patrick Nève                            | 1978             | 1          |
| Penske                                  | 1975             | 3          |
| RAM                                     | 1977             | 10         |
| Shell Arnold Racing                     | 1971             | 1          |
| Siffert Racing Team                     | 1971             | 1          |
| Sports Cars of Austria                  | 1976             | 1          |
| STP Corporation                         | 1970             | 5          |
| Team Gunston                            | 1971             | 1          |
| Team Pierre Robert                      | 1973             | 1          |
| Theodore                                | 1976             | 2          |
| Tyrrell                                 | 1970             | 22         |
| Williams                                | 1971, 1972, 1977 | 45         |

### Kända förare i andra stall
- Mario Andretti, STP Corporation (1970)
- Francois Cevert, Tyrrell (1970)
- James Hunt, Hesketh (1973, 1974)
- Jean-Pierre Jarier, Shell Arnold Racing (1971)
- Carlos Pace, Williams (1972)
- Ronnie Peterson
  - Antique Automobiles/Colin Crabbe Racing (1970)
  - Theodore Racing (1976)
- Jackie Stewart, Tyrrell (1970)
- Hans-Joachim Stuck, Theodore Racing (1976)
- Reine Wisell
  - Clarke-Mordaunt-Guthrie (1973)
  - Team Pierre Robert (1973)

## Formel 2
Marchs fabriksstall tävlade i formel 2 1971 till 1982. Ronnie Peterson vann fem lopp och EM-titeln i en March 712M 1971. Därefter vann Jean-Pierre Jarier 1972,  Patrick Depailler 1974,  Bruno Giacomelli 1978, Marc Surer 1979 och Corrado Fabi 1982, samtliga då i March-BMW.